# Ноццоліні Володимир Йосипович
Володи́мир Йо́сипович Ноццолі́ні (нар. ? — пом. ?) — військовик, поручик.

## Життєпис

### Родина
Народився в сім'ї купця.
Батько Йосип Карлович Ноццоліні, ярославльський купець, окрім цього в 1870–1871 навчальному році був дійсним членом піклувальної над малозабезпеченими студентами ради  Демидівського юридичного ліцею і здав внесок в розмірі 5 рублів. 1879 року засновує у Києві кавову фабрику за адресою Набережна 13. На розі Хрещатика та Прорізної 1901 року сім’я мала крамницю «С. П. де-Ноццоліні», де щоденно реалізовувала свіжо смажену каву та сурогати.

### Освіта
Маючи свідоцтво про закінчення 5 класів Київської приватної чоловічої 6-ти класної прогімназії Г. А. Валькера з правами урядової прогімназії, 1904 року як стороння особа складає іспит зрілості у чоловічій гімназії міста Златополя і отримує атестат за № 754.
1907 року закінчив Єлисаветградське кавалерійське училище, отримав звання корнета з вислугою з 14 червня 1907 року і 31 жовтня 1907 року скерований у 18-й драгунський Клястицький Його Королівської Величності Великого Герцога Гессенського Ернста-Людвіга полк.

### Військова діяльність
З 1907 року служить корнетом у 18-му драгунському Клястицькому Його Королівської Величності Великого Герцога Гессенського Ернста-Людвіга полку і 19 грудня 1908 року звільняється в запас по Київському повіту.
З вибухом  Першої світової війни у званні корнет мобілізується до 9-го драгунського Казанського Її Імператорської Величності Великої Княжни Марії Миколаївни полку.
18 січня 1915 року як корнет 9-го драгунського Казанського Її Імператорської Величності Великої Княжни Марії Миколаївни полку стає поручиком з вислугою з 22 жовтня 1914 року.
Під час служби неодноразово відзначається у битвах, за що отримує державні нагороди.
|  | 25 вересня 1915 року біля села Джурин, коли австрійці зібравшись біля південного схилу висоти 370, перейшли у наступ силами не менше 2-х батальйонів і вдавили лівий фланг 4-го прикордонного Заамурського піхотного полку, загрожуючи охопленням лівого флангу розташування усього полку, то для супротиву подальшому розвитку успіху противника, у кінну атаку був кинутий спочатку ескадрон, під орудою поручика Ноццоліні, який, під безперервним стрілецьким, кулеметним та ураганним артилерійським вогнем, жертвуючи собою, дійшов до шеренг противника, порубав дві передові шеренги та змусив утікати задні шеренги противника; відважною кінною атакою вивів частини 4-го полку з важкого стану і дав можливість посунутим ротам не тільки відновити попередній стан, але й самим перейти в атаку і цим закріпити за нами висоту 370, яка була важливим тактичним ключем цієї позиції. |

### Останні роки життя
Помер від тифу в Ростові-на-Дону 1919 року.

### Сім'я
Був одруженим.

## Нагороди
- Орден Святої Анни 3 ступеня з мечами та бантом (27 травня 1916 року затверджене нагородження командувачем 9-ю армією за відзнаку в битвах з ворогом)[7];
- Орден Святого Станіслава 3 ступеня з мечами та бантом (3 червня 1916 року затверджене нагородження командувачем 9-ю армією за відзнаку в битвах з ворогом)[8];
- Орден Святого Георгія 4 ступеня (11 вересня 1916 року затверджене нагородження командувачем 7-ю армією за відзнаку в битвах з ворогом за поданням Місцевої Георгіївської Кавалерської Думи)[6].

## Зазначення
1. ↑  Временникъ Демидовскаго юридическаго лицея. — Ярославль : В тип. Губернскаго правленія, 1872. — Т. 3. — С. 24.
2. ↑  Державний архів Кіровоградської області. Список учнів і сторонніх осіб, які витримали іспит зрілості в 1904 році. Ф. 499 опис 1 справа 582 С. 2 зв. [Архівовано 2016-11-30 у Wayback Machine.](рос. дореф.)
3. ↑  Высочайшие приказы о чинах военных. 1907, октябрь — декабрь. Санкт-Петербург. 1907. С. 181(рос. дореф.)
4. ↑  Высочайшие приказы о чинах военных. 1908, октябрь — декабрь. Санкт-Петербург. 1908. С. 540(рос. дореф.)
5. ↑  Высочайшие приказы о чинах военных. 1915, январь — февраль. Санкт-Петербург. 1915. С. 374(рос. дореф.)
6. 1 2  Сборник высочайших приказов о чинах военных . Сентябрь 1916 г. Спб. 1916. С. 459(рос. дореф.)
7. ↑  Высочайшие приказы о чинах военных. 1916, 16 мая — 31 мая. Санкт-Петербург. 1916. С. 666(рос. дореф.)
8. ↑  Высочайшие приказы о чинах военных. 1916, 16 мая — 31 мая. Санкт-Петербург. 1916. С. 191(рос. дореф.)